# Francesco Maria Appendini
Francesco Maria Appendini, eingedeutscht Franz Maria Appendini, (* 4. November 1768 bei Turin; † Januar 1837 in Zadar) war ein italienischer Philologe und Historiker.

## Leben
Nachdem Francesco Maria Appendini seine Studien zu Rom zurückgelegt hatte, trat er dem Orden der Piaristen bei. Später fungierte er als Rektor eines Kollegiums des Ordens. Dieser schickte ihn nachher als Gymnasialpräfekt nach Ragusa. Dort beschäftigte er sich mit Illyrien und der Illyrischen Sprache, über die er philologische Abhandlungen verfasste, die sehr positiv aufgenommen wurden. Hervorzuheben ist seine Schrift Notizie istoricho-critiche sulle antichitá, storia e letteratura de’ Ragusei, mit der er Verdienste für die slawische Literatur lieferte, indem er durcheinandergebrachte Fakten entwirrte.

## Werke
- Notizie istoricho-critiche sulle antichitá, storia e letteratura de’ Ragusei (zwei Bände, Ragusa 1802–1803)
- Grammatik der illyrisch-ragusanischen Mundart (Ragusa 1808)
- De praestantia et vetustate linguae illyricae ejusque necessitate ad populorum origines investigandas (Ragusa 1810)
- Memorie spettanti ad alcuni uomini illustri di Cattaro (Ragusa 1811)
- Esame critico sulla questione intorno alla Patria di S. Girolamo (Zara 1835)
- Memorie sulla vita e sugli scritti di Giov. Francesco Gondola (Ragusa 1837)
- De vita et scriptis Bernardi Zamagna (Ragusa)
- La vita e l’esame delle opere del Petrarca